# Johannes Donath
Johannes („Hans“) Donath (* 3. November 1906; † 29. Januar 1989 in Dresden) war ein deutscher Kletterer und Bergsteiger. Als Gegner des Nationalsozialismus wurde er 1934 zu vier Jahren Zuchthaus verurteilt. Von 1951 bis 1953 war er Generalsekretär der Sektion Touristik der DDR.

## Leben
Donath war bereits als Jugendlicher sehr sportbegeistert und liebte Natur und Berge, so dass er, der eine Werkzeugschlosserlehre absolviert hatte, 1921 der Sozialistischen Arbeiter-Jugend (SAJ) und 1923 dem 1895 begründeten Touristenverein „Die Naturfreunde“ (TVDN) beitrat. Als Interessenvertretung der in Ortsgruppen des TVDN bestehenden Kletterabteilungen wurde im März 1921 die Vereinigten Kletterabteilungen (VKA) gebildet. Diesen schloss sich Donath im Jahre 1928 an. 1930 wurde die VKA von der Gauleitung des TVDN aufgelöst. Die KPD-nahen Sportler bildeten fortan die Naturfreunde-Opposition. Vereinigte Kletterabteilungen e.V. (NFO-VKA).
1932 war Johannes Donath an der Vorbereitung und Durchführung der 1. Deutsche Arbeiter-Kaukasus-Expedition beteiligt. Er bestieg mit seiner Gruppe 20 Gipfel, davon waren 14 Erstbesteigungen und zwei neue Routen. In der NS-Presse wurde diese Expedition als Luxusfahrt roter Bonzen verunglimpft, wogegen sich Donath empört äußerte.
Als Kampfeinheit, kommunistische Organisation und Partei im Sinne des Gesetzes vom 14. Juli 1933 wurde die VKA von den Nationalsozialisten verboten. Dennoch setzte sich Donath in Dresden in der Illegalität weiterhin für die Belange der VKA ein und übernahm Ende 1933 die Gesamtleitung der verbotenen Organisation. Am 28. Februar 1934 wurde es deshalb inhaftiert und am 16. Juli 1934 Anklage gegen ihn erhoben. Am 6. September 1934 wurde er zu vier Jahren Zuchthaus und auf Lebenszeit zu Ehrenrechtsverlust verurteilt. Im Juli 1938 erfolgte seine Entlassung aus der Haft.
In der Endphase des Zweiten Weltkrieges wurde Donath im Februar 1943 zur Strafdivision 999 eingezogen, aus der er im September 1945 nach Dresden zurückkehrte. Einen Monat später trat er in die KPD ein.
Im Januar 1946 trat er als Kulturreferent im Dezernat Volksbildung des Rates der Stadt Dresden seinen Dienst an. Da in der Sowjetischen Besatzungszone die Wiederzulassung der Naturfreunde problematisch war, kam es zur Gründung der „Antifaschistischen Touristenbewegung (ATB)“, die nach der Zwangsvereinigung von SPD und KPD zur SED in „Einheitstouristenbewegung (ETB)“ und kurz danach in „Natur- und Heimatfreunde“ umbenannt wurde. Auf der Konferenz der „Natur- und Heimatfreunde“ im November 1947 in Leipzig wurde Johannes Donath neben Hans Frank, Walter Kohl und Fritz Petzold in die provisorische Vereinsleitung gewählt. Doch bereits im September 1948 wurden auf politischen Druck die Einstellung der Tätigkeit beschlossen und die Mitglieder aufgefordert, in den Deutschen Sportausschuß (DS) einzutreten. Johannes Donath tat dies und übernahm 1948 die Leitung der Sektion Touristik des Landesausschusses Sachsen des DS. Diese Funktion hatte er bis 1950 inne, anschließend war er bis zur Entbindung aus diesem Amt 1953 Generalsekretär der Sektion Touristik der DDR. Fortan arbeitete Donath im VEB Transformatoren- und Röntgenwerk „Hermann Matern“ in Dresden. 1978 ging er in Rente.

## Schriften (Auswahl)
- Die Touristik und ihre Systeme in der DDR. In: Sportorganisator, 1952, H. 5, Juli, S. 158–160.